# Tyrese Martin
Tyrese Jeffrey Martin (Allentown, 7 de março de 1999) é um jogador norte-americano de basquete profissional que atualmente joga no Brooklyn Nets da National Basketball Association (NBA).
Ele jogou basquete universitário na Universidade de Rhode Island e Universidade de Connecticut e foi selecionado pelo Golden State Warriors como a 51º escolha geral no draft da NBA de 2022.

## Carreira no ensino médio
Martin jogou basquete na William Allen High School em Allentown, Pensilvânia. Em sua última temporada, ele teve médias de 21,3 pontos e 11,4 rebotes. Martin foi nomeado MVP da Eastern Pennsylvania Conference (EPC) e levou sua equipe ao primeiro título da EPC desde 2006.
Ele jogou uma temporada de pós-graduação na Massanutten Military Academy em Woodstock, Virgínia, para ganhar mais exposição nos programas universitários. Em 2017, ele se comprometeu a jogar basquete universitário na Universidade de Rhode Island e rejeitou as ofertas de Minnesota, Utah e Seton Hall, entre outros.

## Carreira universitária
Como calouro em Rhode Island, Martin teve médias de 8,1 pontos e 5,2 rebotes. Em 26 de fevereiro de 2020, ele registrou 24 pontos e 16 rebotes na vitória por 76-75 contra o Fordham. Em seu segundo ano, Martin teve médias de 12,8 pontos e 7 rebotes.
Em sua terceira temporada, ele foi transferido para Universidade de Connecticut para jogar sob o comando do técnico Dan Hurley, que o recrutou para Rhode Island. Durante a entressafra, ele trabalhou em tempo integral em um depósito em Allentown depois que sua mãe foi demitida do emprego durante a pandemia de COVID-19. Martin recebeu uma isenção da NCAA para elegibilidade imediata na UConn. Em sua terceira temporada, ele teve médias de 10,3 pontos e 7,5 rebotes. Em 1º de dezembro de 2021, ele foi descartado após torcer o pulso em vários jogos anteriores. Em 21 de dezembro de 2021, Martin marcou 25 pontos e ultrapassou a marca de 1.000 pontos na vitória por 78-70 sobre Marquette.
Em 22 de março de 2022, Martin se declarou para o draft da NBA de 2022, abrindo mão de sua elegibilidade universitária restante.

## Carreira profissional

### Atlanta Hawks / College Park Skyhawks (2022–2023)
Martin foi escolhido pelo Golden State Warriors como a 51ª escolha geral no draft da NBA de 2022 e posteriormente foi negociado com o Atlanta Hawks. Em 16 de julho de 2022, ele assinou um contrato de 2 anos e US$2.7 milhões com os Hawks.
Na temporada de 2022–23, Martin jogou 16 partidas pelos Hawks com média de 1,3 pontos em 4,1 minutos e também jogou 30 partidas pelo College Park Skyhawks com médias de 18,1 pontos, 8,9 rebotes e 1,7 assistências em 33,0 minutos. Em 21 de julho de 2023, ele foi dispensado pelos Hawks.

### Iowa Wolves (2023–2024)
Em 28 de setembro de 2023, Martin assinou contrato com o Minnesota Timberwolves, mas foi dispensado em 20 de outubro. Nove dias depois, ele se juntou ao Iowa Wolves, afiliado dos Timberwolves na G-League.

### Brooklyn Nets (2024–Presente)
Em 20 de setembro de 2024, Martin assinou com o Brooklyn Nets e, em 19 de outubro, seu contrato de pré-temporada foi convertido em um contrato bidirecional. Em 27 de novembro, Martin marcou 30 pontos, a maior marca da sua carreira, na vitória por 127 a 117 sobre o Phoenix Suns. Ele teve aproveitamento de 10 em 13 arremessos de quadra e acertou 8 bolas de três, também o maior número da carreira. Martin ainda estabeleceu um recorde da franquia de pontos em um jogo por um jogador com contrato bidirecional. Em 19 de fevereiro de 2025, seu contrato bidirecional foi convertido em um contrato padrão.

## Estatísticas da carreira

### NBA

#### Temporada regular
| Ano      | Equipe   | PJ | PT | MPJ  | AP   | 3P   | LL    | RT  | AS  | BR | TO | PPJ |
| -------- | -------- | -- | -- | ---- | ---- | ---- | ----- | --- | --- | -- | -- | --- |
| 2022–23  | Atlanta  | 16 | 0  | 4.1  | .391 | .143 | 1.000 | .8  | .1  | .1 | .0 | 1.3 |
| 2024–25  | Brooklyn | 60 | 11 | 21.9 | .406 | .351 | .793  | 3.7 | 2.0 | .6 | .2 | 8.7 |
| Carreira | Carreira | 76 | 11 | 13.0 | .398 | .247 | .896  | 2.2 | 1.0 | .3 | .1 | 5.0 |

### Universidade
| Ano      | Equipe       | PJ  | PT | MPJ  | AP   | 3P   | LL   | RT  | AS  | BR  | TO | PPJ  |
| -------- | ------------ | --- | -- | ---- | ---- | ---- | ---- | --- | --- | --- | -- | ---- |
| 2018–19  | Rhode Island | 33  | 19 | 27.0 | .418 | .311 | .648 | 5.2 | 1.0 | .8  | .3 | 8.1  |
| 2019–20  | Rhode Island | 30  | 30 | 34.2 | .433 | .321 | .662 | 7.0 | 1.1 | 1.1 | .3 | 12.8 |
| 2020–21  | UConn        | 22  | 21 | 30.1 | .440 | .320 | .672 | 7.5 | 1.0 | 1.0 | .5 | 10.3 |
| 2021–22  | UConn        | 29  | 29 | 32.1 | .449 | .430 | .689 | 7.5 | 1.9 | .8  | .5 | 13.6 |
| Carreira | Carreira     | 114 | 99 | 30.8 | .435 | .345 | .667 | 6.8 | 1.2 | .9  | .4 | 11.2 |